# Camponotus turkestanus
Camponotus turkestanus é uma espécie de inseto do gênero Camponotus, pertencente à família Formicidae.